# بهارساکاتی
بهارساکاتی (به لاتین: Bharsakati) یک روستا در بنگلادش است که در استان باریسال و در ناحیه باریسال واقع شده است.